# Warszawianka Roku
Warszawianka Roku – tytuł nadawany przez miasto Warszawa, plebiscyt ma na celu uhonorowanie kobiety, która swoją działalnością społeczną lub zawodową w szczególny sposób przyczyniła się do rozwoju i promowania Warszawy.

## Opis

### Lata 1967–1981
Tytuł Warszawianki Roku był organizowany corocznie od 1967 do 1981 przez Warszawski Ośrodek Radiowo-Telewizyjny z okazji Międzynarodowego Dnia Kobiet, a kandydatki zgłaszały: instytucje, zakłady pracy, związki zawodowe, organizacje społeczne i środowiska twórcze.
Sama uroczystość nadania tytułu oraz wręczenia symbolicznej statuetki Syreny i dyplomu honorowego odbywała się w przeddzień Międzynarodowego Dnia Kobiet.

### Rok 2018
Plebiscyt został reaktywowany w 2018 i został zorganizowany przez miasto stołeczne Warszawa w setną rocznicę uzyskania przez kobiety praw wyborczych. Dlatego w tym samym roku przeprowadzono też wybór Warszawianki Stulecia. Głównymi kryteriami wyboru Warszawianki Roku miały być: działalność na rzecz Warszawy, wybitne osiągnięcia w swojej dziedzinie, promowanie otwartości, tolerancji, równouprawnienia, wartości demokratycznych, działalność na rzecz kobiet, społeczeństwa obywatelskiego lub społeczności lokalne. Konkurs składał się z czterech etapów: zgłoszenia do plebiscytu nadesłane przez mieszkańców, weryfikacja kandydatek przez komisję weryfikacyjną, która przeprowadziła ocenę formalną zgłoszeń, następnie Kapituła przyznała nominację do tytułu Warszawianka Roku, po czym mieszkańcy Warszawy w miesięcznym głosowaniu wybrali laureatkę.

### Rok 2019
Z okazji 15-lecia wejścia Polski do Unii Europejskiej oraz 30-lecia wyborów kontraktowych, poza tytułem Warszawianki Roku przyznano również tytuł specjalny Warszawianka Przemian. Jego celem było wyłonienie liderek społecznych, które na przestrzeni ostatnich 30 lat wybitnie wpłynęły na przemiany w naszym społeczeństwie w zakresie wolności, równości oraz poszanowania praw człowieka.

## Laureatki tytułu „Warszawianki Roku”
| Rok  | Imię i nazwisko               | Zawód, miejsce pracy                                                                                    |
| ---- | ----------------------------- | --- |
| 1967 | Mieczysława Ćwiklińska        | aktorka                                                                                                 |
| 1968 | Hanka Bielicka                | aktorka                                                                                                 |
| 1969 | Edyta Wojtczak                | spikerka TV                                                                                             |
| 1970 | Anna German                   | piosenkarka                                                                                             |
| 1971 | Irena Kwiatkowska             | aktorka                                                                                                 |
| 1972 | Izabela Bochniak              | zastępcza matka siedmiorga dzieci                                                                       |
| 1973 | Zofia Rybicka                 | działaczka społeczna wśród ociemniałych żołnierzy kombatantów                                           |
| 1974 | Apolonia Serżysko             | pracownica Huty Warszawa                                                                                |
| 1975 | Anna Młotkowska               | inżynierka                                                                                              |
| 1976 | Barbara Polańska              | dyrektorka Fabryki Kosmetyków „Pollena-Uroda”                                                           |
| 1977 | Teresa Lewtak-Stattler        | dyrektorka Domów Towarowych „Centrum”                                                                   |
| 1978 | Irena Pietrzak-Pawłowska      | historyczka                                                                                             |
| 1979 | Krystyna Bożkowa              | dyrektorka Instytutu Matki i Dziecka                                                                    |
| 1980 | Wiesława Brożek-Filipowska    | dyrektorka IV Liceum Ogólnokształcącego im. Adama Mickiewicza                                           |
| 1981 | Adela Rzeźnicka               | dyrektorka Przedszkola nr 308                                                                           |
| 2018 | Anna Ojer                     | założycielka grupy „SOS Mieszkańcy Wawra Rodzicom z Centrum Zdrowia Dziecka”                            |
| 2019 | Nicole Sochacki-Wójcicka      | lekarka, założycielka bloga mamaginekolog.pl                                                            |
| 2020 | wszystkie mieszkanki Warszawy | nagroda w „dowód uznania dla poświęceń, które ponoszą wszystkie kobiety w czasie epidemii koronawirusa” |
| 2021 | Wanda Traczyk-Stawska         | uczestniczka powstania warszawskiego, działaczka społeczna                                              |
| 2022 | Małgorzata Szumowska          | prezeska Fundacji Centrum Edukacji Niewidzialna                                                         |
| 2023 | Katarzyna Kasia               | filozofka, wykładowczyni, publicystka i dziennikarka                                                    |
| 2024 | Sylwia Gregorczyk-Abram       | adwokatka, obrończyni praw człowieka                                                                    |

### Laureatki tytułów specjalnych
| Rok  | Tytuł                 | Imię i nazwisko       | Osiągnięcia |
| ---- | --------------------- | --------------------- | --- |
| 2018 | Warszawianka Stulecia | Irena Sendlerowa      | Sprawiedliwa wśród Narodów Świata, dama Orderu Orła Białego i Orderu Uśmiechu. Uratowała od śmierci wiele dzieci z warszawskiego getta.           |
| 2019 | Warszawianka Przemian | Krystyna Janda        | aktorka, reżyserka, autorka i założycielka Fundacji na Rzecz Kultury, która prowadzi dwie znaczące warszawskie sceny – Teatr Polonia i Och-Teatr. |
| 2022 | Warszawianka Pokoleń  | Wanda Traczyk-Stawska | uczestniczka powstania warszawskiego, działaczka społeczna                                                                                        |